# Лада Галина
Ла̀да Га̀лина е литературен псевдоним на българската писателка Ганка Славова Габровска-Каранфилова. Съпруга на писателя Ефрем Каранфилов.

## Биография
Родена е на 8 февруари 1934 г. в Бургас. Учи в родния си град и в Димитровград. През 1958 г. завършва специалност Славянска филология на Софийския държавен университет.
Започва да печата през 1950 г. във в. „Народна младеж“ и „Литературен фронт“.
Работи в „Димитровградска правда“ по време на строителството на Химкомбината. в Комитета за приятелство и културни връзки с чужбина. Редактор е във вестник „Септемврийче“, списание „Пламък“ и вестник „Литературен фронт“. Драматург в Държавния сатиричен театър. Работи и в литературната редакция на Българското национално радио. Издава над 40 книги и е сценарист на два игрални филма.
Пиесата ѝ „Топлите камъни“ е играна в Театъра на въоръжените сили.
През 1987 г. взима участие в Международната писателска програма на Университета на Айова.
През последните години от живота си живее в САЩ. За Съединените щати заминава през 1996 г. Работи в книжарница от веригата „Барнс енд Нобъл“ в Бирмингам. През 2002 г. Лада Галина е поканена от Боян Кулов, Теодора Гълъбова и Юлия Димитрова да стане съосновател на българско училище във Вашингтон – Българския учебен и културен център „Св. Климент Охридски“. Преподава в училището повече от десет години.
През 2002 г. се акредитира като български журналист в Белия дом, кореспондент на вестник „Дневник“.
През 2012 г. е удостоена с годишната награда на Центъра на българската общност във Вашингтон за значим принос за запазване на българския език и култура сред българската общност.
Умира след усложнения от инсулт на 81-годишна възраст през 2015 г. в болница във Вашингтон.

## Филмография (сценарист)
- Дядо Божиловата надежда (1978)